# Bronson Reed
Jermaine Sabatelli Haley (Adelaide, 25 agosto 1988) è un wrestler australiano sotto contratto con la WWE.
In WWE ha vinto una volta l'NXT North American Championship e l'André the Giant Memorial Battle Royal nel 2024. Haley è anche noto per aver militato nel circuito indipendente americano, esibitosi per federazioni quali la Pro Wrestling Guerrilla, mentre in Australia è noto per la militanza nella Melbourne City Wrestling.

## Carriera

### Primi anni (2007–2018)
Debuttando nel 2007 con i ring name "Jonah Rock" e "J-Rock", ha trascorso dodici anni lavorando in tutto il circuito indipendente australiano. Durante questo lungo lasso di tempo, Rock ha conquistato numerosi titoli. Ha vinto infatti tre volte il WR Australian National Championship nella Wrestle Rampage, diversi titoli nella Melbourne City Wrestling e in altre federazioni.
I primi lavori di Rock non si limitarono ad apparire solo nelle promozioni australiane. È anche apparso nella promotion giapponese Pro Wrestling NOAH, nelle promotions britanniche Revolution Pro Wrestling e PROGRESS Wrestling, nella promotion tedesca westside Xtreme wrestling e nella promotion indipendente americana Pro Wrestling Guerrilla.

### WWE (2019–2021)

#### NXT(2019–2021)
Haley firmò con la WWE nel 2019, venendo mandato dapprima al Performance Center, e poi debuttando in alcuni House Show di NXT, territorio di sviluppo della WWE, e nel primo di essi (9 marzo) perse contro Riddick Moss, combattendo con il suo nome reale. Nel live event del 21 marzo Haley venne sconfitto da Saurav Gurjar. Tre mesi dopo, nei tapings di NXT del 12 giugno, Haley adottò il ringname "Bronson Reed" e sconfisse Dexter Lumis nel suo debutto. Nella puntata di NXT del 17 luglio Reed partecipò all'NXT Breakout Tournament per un'opportunità titolata all'NXT Championship sconfiggendo Dexter Lumis al primo turno, stabilendosi come un face. Venne poi eliminato nella puntata del 31 luglio da Cameron Grimes. L'8 luglio, nella seconda serata della puntata speciale NXT The Great American Bash, Reed sconfisse Tony Nese. Nella puntata di NXT del 22 luglio Reed sconfisse Johnny Gargano e Roderick Strong in un Triple Threat match di qualificazione al Ladder match per il vacante NXT North American Championship. Il 22 agosto, a NXT TakeOver: XXX, Reed partecipò ad un Ladder match per la riassegnazione del vacante NXT North American Championship che comprendeva anche Cameron Grimes, Damian Priest, Johnny Gargano e Velveteen Dream ma il match venne vinto da Priest. Nella puntata speciale NXT Super Tuesday del 1º settembre Reed venne sconfitto da Timothy Thatcher.
Nella puntata di NXT del 23 settembre Reed partecipò ad un Gauntlet match per determinare lo sfidante all'NXT Championship ma venne eliminato da Kyle O'Reilly. Il 7 aprile 2021, nella prima serata di NXT TakeOver: Stand & Deliver, Reed vinse un Gauntlet Eliminator match eliminando per ultimo Isaiah "Swerve" Scott e ottenendo un'opportunità titolata all'NXT North American Championship di Johnny Gargano per la seconda serata dell'evento, dove tuttavia a trionfare fu Gargano. Il 18 maggio, ad NXT, Reed sconfisse Johnny Gargano in uno Steel Cage match conquistando l'NXT North American Championship per la prima volta. Il 13 giugno, a NXT TakeOver: In Your House, Reed e gli MSK, questi ultimi due detentori dell'NXT Tag Team Championship, sconfissero il Legado del Fantasma in un Winner Takes All Six-man Tag Team match mantenendo i loro rispettivi titoli. Il 29 giugno, ad NXT, Reed perse il titolo contro Isaiah "Swerve" Scott dopo 42 giorni di regno.
Il 6 agosto Reed venne licenziato dalla WWE.

### New Japan Pro-Wrestling (2021–2022)
A Battle in the Valley il 13 novembre 2021, Haley, usando il ring name "Jonah", fece il suo debutto nella New Japan Pro-Wrestling attaccando i FinJuice (David Finlay e Juice Robinson), affermandosi come heel. Dopo il suo debutto, Jonah prevalse prima su Lucas Riley e poi sullo stesso David Finlay. Il 15 gennaio 2022 Jonah e Bad Dude Tito vennero sconfitti dai FinJuice, con Jonah che incassò la sua prima sconfitta. Il 6 marzo Shane Haste aiutò Jonah e Tito a sconfiggere i FinJuice riformando i Mighty Don't Kneel come stable.
Il 12 giugno, durante Dominion 6.12 all'Osaka-jo Hall, Jonah venne annunciato come partecipante al torneo G1 Climax 32 a partire da luglio, come parte del blocco A. Jonah mise a segno otto punti nel suo blocco, perdendo per poco un posto in semifinale. In una di queste vittorie, nonostante tutto, sconfisse Kazuchika Okada.

### Impact Wrestling (2021–2022)
A Turning Point del 20 novembre 2021, Jonah fece il suo debutto nella Impact Wrestling attaccando Josh Alexander e lasciandolo insanguinato. I due ebbero un incontro a Hard To Kill dove tuttavia Alexander prevalse. Dopo la sua sconfitta contro Alexander, Jonah iniziò una serie di vittorie sconfiggendo Crazzy Steve, Black Taurus, Raj Singh e Honor No More's PCO. La sua serie di vittorie terminò a Rebellion, quando venne sconfitto da Tomohiro Ishii. Il suo ultimo match fu una sconfitta contro PCO in un Monster's Ball match.
Il 6 maggio 2022 Jonah annunciò la sua partenza dalla compagnia.

### Ritorno in WWE (2022–presente)

#### Raw(2022–presente)
Fece il suo ritorno a sorpresa in WWE nella puntata di Raw del 19 dicembre attaccando Dexter Lumis durante un ladder match contro The Miz favorendo la vittoria di quest'ultimo. Combatté il suo primo incontro a Raw il 16 gennaio sconfiggendo Akira Tozawa. Nella puntata di Raw del 30 gennaio prevalse su Dolph Ziggler qualificandosi per l'elimination chamber match per lo United States Championship. Il 18 febbraio, ad Elimination Chamber, partecipò al match omonimo per lo United States Championship che comprendeva anche il campione Austin Theory, Damian Priest, Johnny Gargano, Montez Ford e Seth Rollins ma venne eliminato da Ford. Nella puntata di SmackDown del 31 marzo partecipò all'annuale André the Giant Memorial Battle Royal ma venne eliminato per ultimo da Bobby Lashley. Il 6 maggio, a Backlash, prese parte ad un triple threat match per lo United States Championship insieme al campione Austin Theory e Bobby Lashley ma il match venne vinto dal primo. Nella puntata di Raw del 15 maggio partecipò ad una battle royal per determinare il nuovo sfidante di Gunther per l'Intercontinental Championship ma venne eliminato per ultimo da Mustafa Ali. Due settimane dopo, a Raw, venne sconfitto da Shinsuke Nakamura, non riuscendo a qualificarsi per il Money in the Bank Ladder match. Il 5 agosto, a SummerSlam, prese parte ad una battle royal ma venne eliminato da LA Knight. Nella puntata di Raw del 9 ottobre vinse un triple threat match contro Chad Gable e Ricochet diventando il nuovo sfidante all'Intercontinental Championship di Gunther. La settimana dopo, a Raw, venne tuttavia sconfitto da Gunther, che mantenne il titolo intercontinentale. Il 6 novembre, a Raw, provò nuovamente a diventare lo sfidante di Gunther per l'Intercontinental Championship partecipando ad un fatal four-way match che comprendeva anche Ricochet, Ivar e The Miz ma fu quest'ultimo a vincere. Nella puntata di NXT del 28 novembre prese parte ad un fatal four-way match insieme a Cameron Grimes, Johnny Gargano e Wes Lee per determinare il nuovo sfidante di Dominik Mysterio per l'NXT North American Championship ma a vincere fu Lee.
Il 27 gennaio, a Royal Rumble, partecipò all'omonimo incontro entrando col numero 14 ma venne eliminato da Omos. Nella puntata di Raw del 12 febbraio venne sconfitto da Bobby Lashley, non riuscendo a qualificarsi per l'elimination chamber match. Nella puntata di Raw dell'11 marzo prese parte ad un gauntlet match per determinare lo sfidante di Gunther per l'Intercontinental Championship a WrestleMania XL ma venne eliminato da Sami Zayn. Il 5 aprile, in una puntata di Smackdown Reed vinse l'André the Giant Memorial Battle Royal eliminando per ultimo Ivar. Nella puntata di Raw del 29 aprile, Bronson Reed ha sfidato Zayn, per l'Intercontinental Championship, ma perse per squalifica dopo che Chad Gable ha attaccato il canadese. I tre si sfidarono in un triple threat match a King & Queen of the Ring dove Zayn mantiene il titolo.
Nella puntata del 6 agosto di Raw, ha attaccato e infortunato Seth Rollins, mentre nelle settimane seguenti ha iniziato una faida con Braun Strowman. Nella puntata del 30 settembre di Raw si è arrivati alla conclusione della rivalità con la vittoria di Strowman in un last monster standing match dopo l'interferenza di Rollins ai danni di Reed. Nelle settimane seguenti inizia una rivalità con Rollins e dopo diverse risse tra i due, il general manager Adam Pearce indice un mach a Crown Jewel. Nel PLE di Riad, Reed venne sconfitto da Rollins. Si allea poi con la Nuova Bloodline di Solo Sikoa e li affianca a Survivor Series: WarGames venendo però sconfitti dalla Bloodline Originale di Roman Reigns e CM Punk, match nel quale rimane gravemente infortunato rompendosi un piede (legit).
Dopo circa sei mesi di stop, Bronson Reed fa il suo ritorno durante l'evento di Saturday Night's Main Event XXXIX aiutando Seth Rollins e Bron Breakker a sconfiggere CM Punk e Sami Zayn, per poi allearsi con Rollins, Breakker e Paul Heyman.

## Personaggio

### Mosse finali
- King Kong Lariat (Lariat)
- Tsunami (Diving splash)

### Soprannomi
- "The Aus-zilla"
- "Big"
- "The Colossal"

## Titoli e riconoscimenti
- Explosive Pro Wrestling
  - EPW Tag Team Championship (1) – con Marcius Pitt
- International Wrestling Australia
  - IWA Heavyweight Championship (1)
- Melbourne City Wrestling
  - MCW Intercommonwealth Championship (1)
  - MCW Tag Team Championship (1) – con Hartley Jackson
  - MCW World Heavyweight Championship (1)
  - Ballroom Brawl (2017)
  - 3° MCW Triple Crown Champion
- NWA Australian Wrestling Alliance
  - NWA AWA Heavyweight Championship (1)
  - Queensland Double Crown Championship (1)
- Pacific Pro Wrestling
  - PPW Heavyweight Championship (1)
- Pro Wrestling Australia
  - PWA Heavyweight Championship (1)
- Pro Wrestling Illustrated
  - 73º tra i 500 migliori wrestler singoli nella PWI 500 (2021)
- WWE
  - NXT North American Championship (1)
  - André the Giant Memorial Battle Royal (edizione 2024)[35]
- Wrestle Rampage
  - WR Australian National Championship (3)
  - WR Meltdown World Tag Team Championship (1) – con Hartley Jackson